# 上山市消防本部
上山市消防本部（かみのやまししょうぼうほんぶ）は、山形県上山市の消防部局（消防本部）。管轄区域は上山市全域。

## 概要
- 消防本部：上山市石崎1-7-46
- 管内面積：240.95km2
- 職員定数：57人
- 消防署1カ所
- 主力機械（2020年4月1日現在）
  - 指揮車：1
  - 普通消防ポンプ自動車：1
  - 水槽付消防ポンプ自動車：2
  - 化学消防自動車：1
  - 救急自動車：3
  - 救助工作車：1
  - 資材運搬車：1
  - 広報車：3
  - 自動二輪車：1

## 沿革
- 1951年4月　上山町消防本部・上山町消防署を設置。
- 1954年10月1日　市制施行に伴い、上山市消防本部・上山市消防署に改称。
- 1968年1月　救急車を配備。（同年2月救急業務を開始）
- 1969年4月　南出張所を開設。
- 1974年3月　新消防庁舎が完成。（同年4月1日業務開始）。庁舎964㎡（3階建）、訓練塔103㎡（5階建）。
- 1976年4月　北出張所を開設。
- 1979年9月　化学消防車を配備。
- 1988年10月　救助工作車を配備。
- 1992年4月　北出張所に救急車を配備。
- 1998年12月25日　高規格救急車を配備。
- 2007年4月1日　南出張所・北出張所を廃止。

## 組織
- 本部 - 庶務係、予防係、警防係、情報管理係、地域消防係
- 消防署 - 第1署隊（消防防災第1係、救急救助第1係）、第2署隊（消防防災第2係、救急救助第2係）

## 消防署
| 消防署       | 住所       | 出張所 |
| ------------ | ---------- | ------ |
| 上山市消防署 | 石崎1-7-46 | なし   |

## 象徴

### 上山市消防歌
- 作詞：富沢孝吉
- 作曲：髙梨忠雄
- 編曲：大友雅晴
- 制定：昭和50年1月

　貴高き蔵王仰ぎみて 心豊に水清く いで湯に栄えるかみのやま 市民の平和願いつつ 鍛えて伝う消防の 輝く功うけ継がん
　にわかにおそう魔の炎 今ぞ防がん楯われら 吼えるサイレン飛ぶくるま ホースのさばき身も軽く 水火の中に敢然と 立つや守人意気高し
　木枯しすさぶ軒近く 夢安かれと祈りつつ 巡りいましむ予防班 疲れしこの身何のその 尊き使命背に負いて 消防われらいざゆかん

## 上山市消防団
- 階級：団長、副団長、分団長、副分団長、部長、班長、団員
- その他：本部員、指導員、ラッパ隊、女性消防部、予備消防団員

任務
1. 火災から国民の生命、身体、及び財産を保護すること
2. 水火災または地震等の災害を防除し及びこれらの災害に因る被害を軽減すること

担当区域
| 第1分団 | 第1部 | 二日町・石崎・河崎・松山                                                     | 第4分団 | 第4部    | 阿弥陀地 | 第8分団                    | 第1部                    | 仙石・糸目 |                  |
| 第1分団 | 第2部 | 矢来・石堂                                                                   | 第4分団 | 第5部    | 細谷     | 第8分団                    | 第2部                    | 泉川       |                  |
| 第1分団 | 第3部 | 南町・長清水・三本松                                                         | 第4分団 |          | 第6部    | 第8分団                    | 小穴                     | 第3部      | 金谷             |
| 第1分団 | 第4部 | 金生                                                                         |         | 第5分団  | 第1部    | 第8分団                    | 関根・相生               | 第4部      | 甲石・足の口     |
| 第2分団 | 第1部 | 十日町・新丁                                                                 |         | 第5分団  | 第2部    | 第8分団                    | 三上・皆沢               | 第5部      | 高野             |
| 第2分団 | 第2部 | 栄町・八日町・美咲町・東町・北町                                             |         | 第5分団  | 第3部    | 第8分団                    | 楢下・赤山・柏木         | 第6部      | 薄沢             |
| 第2分団 | 第3部 | 八幡丁・仲丁・湯町・湯町新道・軽井沢・御井戸丁・新町・新湯・荒町・西山・沢丁 |         | 第6分団  | 第1部    | 第8分団                    | 牧野・原口・須田板       | 第7部      | 永野・蔵王・坊平 |
| 第3分団 | 第1部 | 弁天・旭町・四ツ谷・朝日台                                                   |         | 第6分団  | 第2部    | 第8分団                    | 小笹・久保川・大門・菖蒲 | 第8部      | 権現堂           |
| 第3分団 | 第2部 | 久保手・大石・みはらしの丘                                                   |         | 第7分団  | 第1部    | 第8分団                    | 宮脇・下生居             | 第9部      | 小倉・棚木       |
| 第3分団 | 第3部 | 金瓶                                                                         |         | 第7分団  | 第2部    | 中生居・上生居             | 第9分団                  | 第1部      | 中山第1          |
| 第4分団 | 第1部 | 高松・葉山                                                                   |         |          |          |                            | 第9分団                  | 第2部      | 中山第2          |
| 第4分団 | 第2部 | 石曽根・川口                                                                 |         | 第10分団 | 第1部    | 須刈田・狸森               |                          |            |                  |
| 第4分団 | 第3部 | 藤吾・赤坂                                                                   |         | 第10分団 | 第2部    | 元屋敷・菅                 |                          |            |                  |
|         |       |                                                                              |         | 第10分団 | 第3部    | 中ノ森・前丸森・入丸森・境 |                          |            |                  |

### 階級報酬（年額）
- 団長：127,000円
- 副団長：96,000円
- 分団長：50,000円
- 副分団長：45,000円
- 部長：39,000円
- 班長：38,000円
- 団員：36,500円
- 予備団員：5,000円

### 手当
- 災害：2時間まで2,000円、2時間を超え4時間まで4,000円、4時間を超え8時間まで8,000円
- 災害以外（研修等）：1回（1日）につき2,000円

## 協定
- 消防に関する協定
  - 七ヶ宿町
昭和35年 消防応援協定（上山市の金山・赤山・楢下、七ヶ宿町の千蒲・ 湯原・峠田）
  - 山形県広域（県内消防機関）
昭和53年 山形県広域消防相互応援協定
  - 仙南地域広域行政事務組合
平成8年 消防相互応援協定
  - 山形県
平成10年 山形県消防防災ヘリコプター応援協定
  - 山形市、西村山広域行政事務組合、天童市、東根市
平成14年 東北中央自動車道における消防相互応援協定
  - 山形中央生コンクリート協同組合、山形県コンクリート圧送協会
令和2年  災害時における消防活動応援に関する協定

救急・レスキューに関する協定
- 上山市医師会
令和元年  災害時の医療救護活動に関する協定
- 上山市薬剤師会
令和2年  災害時の医療救護活動等に関する協定

## 消防協力団体
- 自主防災組織（組織地区数102）
- 少年婦人防火委員会（幼年消防クラブ、女性防火連絡協議会）
- 危険物安全協会（会員数74）